# ケイジャーダ

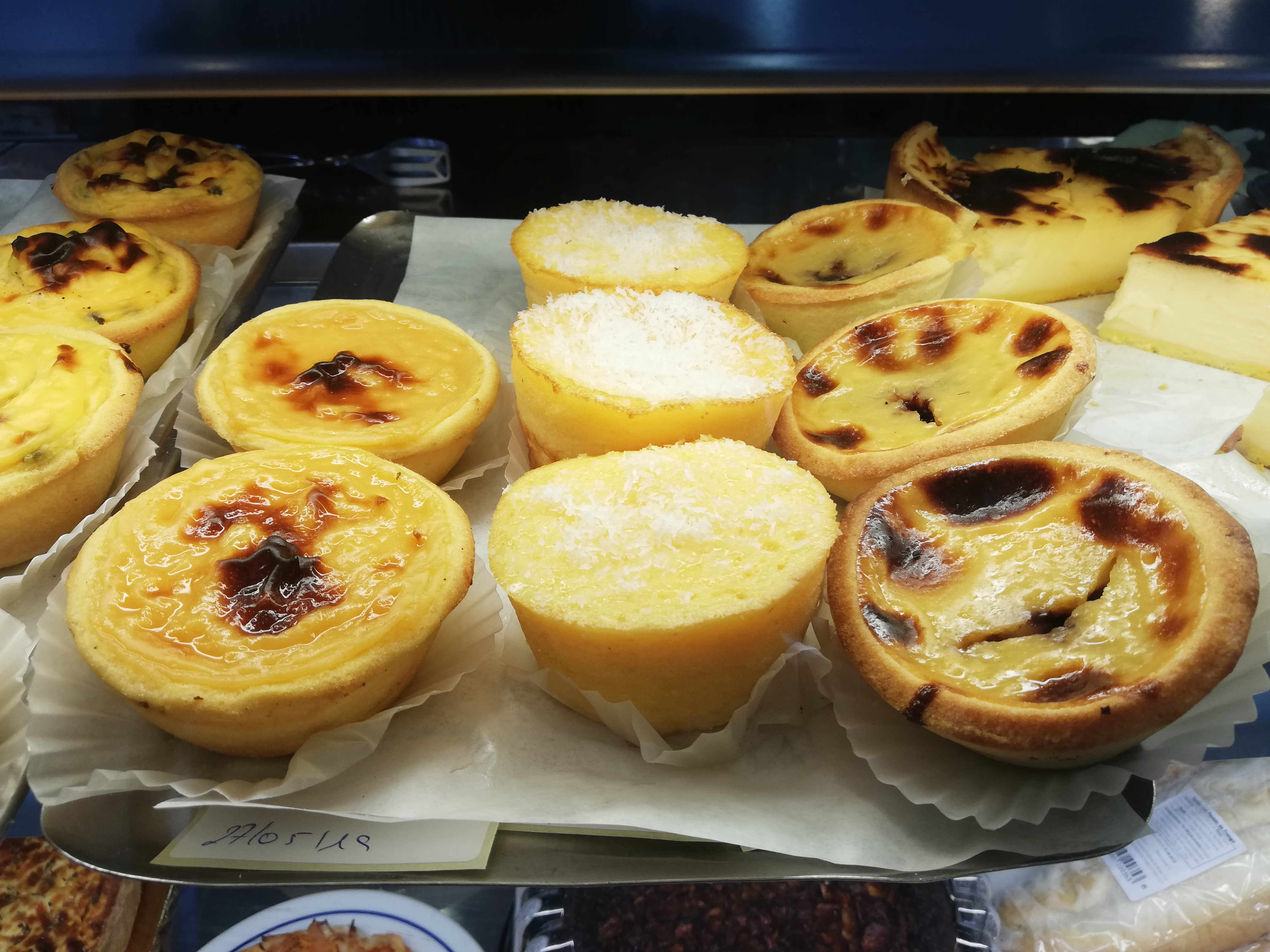
様々なケイジャーダ（フンシャル）

ケイジャーダ（ポルトガル語: queijada）は、ポルトガルの伝統菓子の1つ。ポルトガル全土で日常的に食されている菓子である。

## 概要
「ケイジャ」はポルトガル語で「チーズ」の意味であり、その名の通りにチーズを用いたタルトのような食感の焼き菓子である。甘い菓子であり、チーズ特有の臭いはしない。これは塩蔵したフレッシュチーズを水につけて塩抜きしてから作ることによる。
薄く浅めの生地に、少し焦げ目がついた、とろけるような独特なチーズクリームが詰められている。一般的なチーズタルトと比べると、ケイジャーダの皮生地はパリパリとした食感になっており、チーズのフィリングもおだやかな味わいで、あっさりとしている。
甘さは控え目であり、朝食としてや小腹が空いたときなどにも食されている。
ポルトガルのカフェでは、ミルクケイジャーダ、ココナッツケイジャーダ、アーモンドケイジャーダ、カボチャとニンジンのケイジャーダなど、様々なケイジャーダを陳列している。それぞれの土地で親しまれている、いわば「ご当地ケイジャーダ」もある。

## 歴史
元々は修道院で作られていた菓子である。
修道院では卵白を洗濯糊として用いていたことから、大量に余った卵黄の利用手段として菓子作りが行われており、卵黄と牛乳とを混ぜてフィリングにした菓子がケイジャーダである。

## シントラのケイジャーダ
ポルトガル全土で食されているケイジャーダであるが、中でもシントラの物が有名である。シントラのケイジャーダはフィリングにシナモンを利かせているのが特徴となっている。
シントラのケイジャーダは13世紀頃には既に作られていたという記録が残っている。16世紀に日本からローマに派遣された天正遣欧少年使節も、シントラを訪れた際にケイジャーダを食べたとされる。その後、ケイジャーダは日本に伝わり、佐賀県や長崎県に伝わる「けさちいな」という南蛮菓子として、今日まで受け継がれている。